# 카카오홈
카카오홈(kakaoHome)은 카카오 (기업)가 서비스하는 스마트홈 서비스이다. 카카오홈은 집안의 온도, 습도, 공기질 등의 상태를 확인하고 조명,난방, 에어컨 등을 제어할 수 있다.

## 카카오홈 제어방식
집 안에 있을 때는 스마트 스피커인 카카오 미니를 통해 음성으로 제어할 수 있고, 집 밖에 있을 때는 카카오홈 앱 또는 카카오톡을 이용하여 제어할 수 있다.

## 지원하는 제품
아래 기기들을 지원한다.
- HK네트웍스 (플러그)
- PHILIPS hue (컬러조명, 디밍 조명, 조명)
- Coway Iocare (공기청정기)
- Awair (실내공기센서)
- Miro (가습기)
- Brunt (블라인드, 플러그)
- 파워매니저 (플러그)
- MicroBot (버튼)

## 카카오홈과 함께 하는 아파트
GS건설 자이, 포스코건설 더 샵, commax가 함께 하고 있다.